# Bruna Honório
Bruna Honório da Silva, född 3 juli 1989 i Agudos i Brasilien, är en volleybollspelare (högerspiker). Hon har spelat för klubblag i Brasilien och Polen. Hon  är ofta en stark poängvinnare för sina lag, under Tauron Liga 2020/2021 var hon den främsta i hela ligan, och vid CEV Champions League 2021–2022 var hon sjätte bästa poängvinnare.